# Rue Weinemer
La rue Weinemer est une voie de la commune française de Colmar.

## Situation et accès
Cette voie de circulation, d'une longueur de 85 m, se trouve dans le quartier centre.
On y accède par le boulevard du Champ-de-Mars et la rue Berthe-Molly.
Cette voie n'est pas desservie par les bus de la TRACE.